# Finala Cupei Campionilor Europeni 1961
Finala Cupei Campionilor Europeni 1961 a avut loc pe Wankdorfstadion, Berna, pe 31 mai 1961, punându-le față în față pe Benfica și Barcelona. Pentru prima oară Real Madrid nu a luat parte la finală, ea câștigându-le pe celelalte cinci finale. Benfica a câștigat trofeul pentru prima oară, învingând Barcelona cu 3-2.

## Detalii
| Benfica                                   | 3 – 2 | Barcelona             |
| ----------------------------------------- | ----- | --------------------- |
| Águas 30' Ramallets 42' (o.g.) Coluna 55' |       | Kocsis 20' Czibor 75' |

| Benfica | Barcelona |

| BENFICA:      |    |                          |
|               |    |                          |
| P             | 1  | Alberto da Costa Pereira |
| F             | 2  | Mario João               |
| F             | 3  | Germano de Figueiredo    |
| F             | 4  | Angelo Martins           |
| F             | 5  | José Neto                |
| M             | 6  | Fernando Cruz            |
| M             | 7  | José Augusto             |
| M             | 8  | Joaquim Santana          |
| A             | 9  | José Águas (c)           |
| M             | 10 | Mário Coluna             |
| A             | 11 | Domiciano Cavém          |
| Antrenor:     |    |                          |
| Béla Guttmann |    |                          |

| BARCELONA:       |    |                      |
|                  |    |                      |
| P                | 1  | Antoni Ramallets (c) |
| F                | 2  | Foncho               |
| F                | 3  | Enric Gensana        |
| F                | 4  | Sígfrid Gràcia       |
| F                | 5  | Martí Vergés         |
| M                | 6  | Jesús Garay          |
| M                | 7  | Ladislao Kubala      |
| M                | 8  | Sándor Kocsis        |
| M                | 9  | Evaristo de Macedo   |
| A                | 10 | Luis Suárez          |
| A                | 11 | Zoltán Czibor        |
| Antrenor:        |    |                      |
| Enrique Orizaola |    |                      |